# Onthophagus zymoticus
Onthophagus zymoticus é uma espécie de inseto do género Onthophagus, família Scarabaeidae, ordem Coleoptera.
Foi descrita cientificamente por Moxey em 1963.